# لیشمانیاز

چرخهٔ زندگی لیشمانیا

لیشمانیاز (به انگلیسی: leishmaniasis) یا لیشمانیوز (leishmaniosis) یک بیماری است که در پی تک‌یاخته انگل‌های طبقهٔ لیشمانیا به وجود می‌آید و از طریق نیش نمونه‌های خاصی از پشهٔ خاکی گسترش می‌یابند. این بیماری به سه صورت عمده ظاهر می‌شود: لیشمانیوز پوستی، پوستی-مخاطی، یا احشایی. نوع پوستی این بیماری نشانگانی همچون زخم پوست دارد. نشانگان نوع پوستی-مخاطی این بیماری زخم پوست، دهان و بینی هستند. لیشمانیاز احشایی در آغاز نشانگانی همچون زخم پوست دارد و سپس نشانگانی همچون تب، کاهش گلبول قرمز و بزرگ شدن طحال و کبد بروز پیدا می‌کنند.
بیش از ۲۰ گونهٔ لیشمانیا باعث ایجاد عفونت در انسان‌ها می‌شوند. عوامل خطر شامل فقر، سوء تغذیه، قطع درختان جنگلی، و شهری‌سازی هستند. راه تشخیص هر سه نوع لیشمانیا، دیدن انگل آن زیر میکروسکوپ می‌باشد. نوع احشایی بیماری را می‌توان از طریق آزمایش خون نیز تشخیص داد.
تا حدودی می‌توان با خوابیدن زیر پشه بند آغشته به حشره‌کش از این بیماری جلوگیری کرد. از دیگر اقداماتی که می‌توان انجام داد افشانه کردن حشره‌کش به منظور کشتن پشه‌های خاکی و درمان افراد آلوده است تا بدین صورت از گسترش بیشتر بیماری جلوگیری شود. درمان مورد نیاز بر اساس محل ابتلاء به بیماری، گونه‌های لیشمانیا و نوع عفونت تعیین می‌شود. برخی از داروهای ممکن برای درمان نوع احشایی بیماری شامل این موارد هستند: آمفوتریسین بی، ترکیبی از آنتی مونیال پنج ظرفیتی و پارامومایسین، و میلتوفسین. برای درمان نوع پوستی بیماری، داروهای پارومومایسین، فلوکونازول یا پنتامیدین می‌توانند مؤثر باشند.
در حال حاضر حدود ۱۲ میلیون نفر در حدود ۹۸ کشور به لیشمانیا مبتلا هستند. هر ساله نزدیک به ۲ میلیون مورد جدید به این بیماری آلوده می‌شوند و بین ۲۰ تا ۵۰ هزار نفر در پی آن جان خود را از دست می‌دهند. حدود ۲۰۰ میلیون نفر در آسیا، آفریقا، آمریکای جنوبی و مرکزی، و جنوب اروپا به این بیماری مبتلا هستند. لیشمانیا در مناطق نام برده شده رایج است. تخفیف‌هایی از سوی سازمان بهداشت جهانی روی داروهای مورد نیاز برای درمان لیشمانیا اعمال شده‌است. این بیماری در گونه‌های دیگری از جانوران نیز رخ می‌دهد، مانند سگ‌ها و جوندگان.

## انواع
۴ نوع بیماری در اثر ابتلاء به این انگل ایجاد می‌شود.
1. نوع پوستی در مناطقی که در معرض گزش پشه قرار می‌گیرند، منجر به ایجاد زخم‌هایی در صورت دست و پاها می‌گردد. معمولاً ضایعات طی چند ماه بعد بهبود می‌یابد و ممکن است اِسکار به‌جای بگذارد.
2. نوع پوستی منتشر، ضایعات پوستی مزمن و منتشر ایجاد می‌کند. ضایعات، مشابه ضایعات موجود در جذام است. درمان این ضایعات مشکل است. توجه داشته باشید که لیشمانیوز جلدی منتشره امروزه در طبقه‌بندی انواع بیماری‌های ناشی از لیشمانیوز به حساب نمی‌آید
3. نوع پوستی-مخاطی، ضایعات به‌طور نسبی یا کامل، غشاهای مخاطات بینی، دهان و بافت‌های اطراف را تخریب می‌کند
4. نوع احشایی که کالا آزار (به انگلیسی: kala azar) نامیده می‌شود، با تب بالا، کاهش وزن، بزرگ شدن سایز کبد و طحال و آنمی مشخص می‌شود. در صورت عدم درمان، مرگ‌ومیر ۱۰۰٪ طی ۲ سال اجتناب‌ناپذیر است.[۹]

## علایم
علایم پوستی لیشمانیوز شامل تنگی نفس، زخم‌های پوستی، گرفتگی بینی، آبریزش بینی، خون‌ریزی از بینی، اختلال در بلع، و زخم‌هایی در دهان، زبان، لثه، لب‌ها، بینی و داخل بینی است.
علایم درگیری احشایی در اطفال با سرفه، اسهال، تب، استفراغ به‌طور ناگهانی و در بالغان اغلب با تب ۲ هفته تا ۲ ماهه که با علائمی مانند خستگی، ضعف و کاهش اشتها همراه است. احساس ضعف با بدتر شدن بیماری بیشتر می‌شود. سایر علایم در لشمانیازیس احشایی عبارتند از درد شکم، تب طولانی‌مدت، تعریق شبانه، پوسته پوسته شدن و تیره شدن پوست، نازک شدن مو و کاهش وزن.

## درمان
درمان شامل ترکیب‌های حاوی آنتیموان است. مانند آنتیموات مگلومین، استیبوگلوکنات سدیم. سایر داروها شامل آمفوتریسین بی، کتوکونازول، پارامومایسین است.

## مقاومت دارویی
بسیاری از داروهای آلی که برای درمان بیماری لیشمانیوز و بیماری‌های کرم هلمینز استفاده می‌شده‌اند، امروزه به خاطر مقاومت دارویی بی‌اثر شده‌اند.
انگل لیشمنیا دونووانی که عامل بیماری لیشمانیوز است، از طریق گزیدن پشه خاکی (سالک) سالانه بین تقریباً ۱۵ میلیون نفر منتقل می‌شود. این بیماری در صورت عدم درمان می‌تواند کشنده باشد و داروهای معمول آلی آن از قبیل پنتامیدین، آمفوتریسین بی، پارامومایسین و داروهای آنتیموانی به علت مقاومت دارویی تقریباً بی‌اثر شده‌اند.
با برخی از این ترکیبات با فلزات، کمپلکس‌های آلی فلزی ساخته شده‌است و برای فعالیت‌های پادانگل بیماری لیشمانیوز مورد ارزیابی قرار گرفته‌اند. پنتامیدین، یکی از این داروهای ضد انگلی بود که با برخی از مراکز فلزی تشکیل کمپلکس داده و فعالیتش مورد بررسی قرار گرفته‌است. در این بررسی‌ها مشخص شده‌است که یکی از مشتقات آلی اوسمیوم در ترکیب با پنتامیدین ۷٬۵ برابر اثر درمانی بیشتری نسبت به پنتامیدین در یک دوز منفرد و مشابه در درمان لیشمانیوز در موش‌ها از خود نشان می‌دهد. مشتقات آلی ایریدیوم و پلاتین در مقابله با تی-بروسی در جوندگان مورد آزمایش قرار گرفتند، که موش‌های آلوده را با یک دز منفرد معالجه نمودند. یک ترکیب آلی ایریدیوم همچنین از خود فعالیت ضد فیلاریاز نشان داد و در مقابل لاروهای عفونی مولینما دستیا و بورگیا پاهانگی انگل‌های هلمینز انسانی اثر قوی و در مقابل لیشمانیوز اثر ضعیفی از خود بروز داده است. کمپلکس ایریدیوم به نحو قابل توجهی دارای سمیت کمتری نسبت به ایزوتیونات پنتامیدین است، به‌طوری‌که تجویز آن در دوزهای کشنده از ایزوتیونات پنتامیدین برای این کمپلکس در موش‌ها مجاز می‌باشد. مشتق آلی ایریدیوم با پنتامیدین در تاژک‌های دونووانی جمع می‌شود و با زیرواحدهای ریبوزومی، پیوند می‌دهد اما تأثیری بر سنتز درشت مولکولی ندارد. پر واضح است بقیهٔ کمپلکس‌های آلی فلزی دارای مکانیسم متفاوتی می‌باشند، مثلاً کمپلکس‌های اوسمیوم با یکی کردن آمینواسیدها و پپتیدها به عنوان لیگاند به شکل غیرمستقیم و از طریق جلوگیری از سنتز درشت مولکولی از رشد لیشمنیا دونووانی ممانعت می‌کند.